# Mark Ruffalo
Mark Alan Ruffalo (/ˈrʌfəloʊ/, sinh ngày 22 tháng 11 năm 1967) là một diễn viên, đạo diễn, nhà sản xuất phim Mỹ. Anh tham gia diễn xuất lần đầu trong một tập của CBS Summer Playhouse (1989), tiếp theo là một số vai diễn nhỏ. Anh thuộc nhóm các diễn viên ban đầu của This Is Our Youth (1996), trong đó ông được đề cử giải Independent Spirit, sau các vai diễn của anh trong 13 Going on 30 (2004), Eternal Sunshine of the Spotless Mind (2004), Zodiac (2007) and What Doesn't Kill You (2008). In 2010, he starred in the psychological thriller Shutter Island và hài kịch The Kids Are All Right và nhờ vở này anh đã nhận được đề cử cho giải SAG, giải BAFTA, và giải Oscar cho nam diễn viên phụ xuất sắc nhất.
Ruffalo đã nổi tiếng quốc tế khi diễn xuất nhân vật của Marvel Comics Dr. Bruce Banner / the Hulk trong từ The Avengers (2012) trở đi. Anh đóng vai chính và đồng sản xuất phim chính kịch truyền hình 2014 The Normal Heart, nhờ đó anh giành được Primetime Emmy Award for Outstanding Television Movie và Screen Actors Guild Award for Best Actor in a TV Movie. Cùng năm, anh vào vai Dave Schultz trong Foxcatcher, nhờ đó anh được đề cử một số giải, bao gồm cả Quả cầu vàng, và giải Oscar cho nam diễn viên phụ xuất sắc nhất. Năm 2015, anh được đề cử Giải Quả cầu vàng cho nam diễn viên phim ca nhạc hoặc phim hài xuất sắc nhất cho Infinitely Polar Bear và cũng nhận được đề cử BAFTA và giải Oscar cho nam diễn viên phụ xuất sắc nhất cho vai diễn trong Spotlight.

## Tiểu sử
Ruffalo sinh ra ở Kenosha, Wisconsin. Mẹ ông, Marie Rose (nhũ danh Hebert), là một thợ và làm tóc và stylist, và cha của ông, Frank Lawrence Ruffalo, Jr., là một họa sĩ xây dựng Anh có hai em gái, Tania và Nicole, và một em trai, Scott (qua đời năm 2008). Cha anh là người Mỹ gốc Ý, còn mẹ anh nửa dòng máu Canada gốc Pháp và nửa gốc Ý.
Ruffalo trải qua thời thiếu niên ở Virginia Beach, Virginia, nơi cha của cậu làm việc. Cậu đã thi đấu vật ở trường cấp hai và cấp ba ở Wisconsin và Virginia. Ruffalo tốt nghiệp Trường trung học First Colonial, và sau đó gia đình chuyển đến San Diego, California, và sau đó đến Los Angeles, nơi cậu học ở Nhạc viện Stella Adler và đồng sáng lập Công ty sân khấu Orpheus. Với Công ty sân khấu Orpheus, anh viết kịch bản, đọa diễn và đóng trong một số kịch, và trải qua gần một thập kỷ làm bartender.

## Danh sách phim

### Điện ảnh
| Năm  | Phim                                      | Vai diễn                        | Ghi chú                                      |
| ---- | ----------------------------------------- | ------------------------------- | -------------------------------------------- |
| 1992 | Rough Trade                               | Hank                            | Short film                                   |
| 1994 | Mirror, Mirror II: Raven Dance            | Christian                       |                                              |
| 1994 | There Goes My Baby                        | J.D.                            |                                              |
| 1995 | Mirror, Mirror III: The Voyeur            | Joey                            |                                              |
| 1996 | The Destiny of Marty Fine                 | Brett                           |                                              |
| 1996 | The Dentist                               | Steve Landers                   |                                              |
| 1996 | Blood Money                               | Attorney                        |                                              |
| 1996 | The Last Big Thing                        | Brent Benedict                  |                                              |
| 1998 | Safe Men                                  | Frank                           |                                              |
| 1998 | 54                                        | Ricko                           |                                              |
| 1999 | How Does Anyone Get Old?                  | Johnnie                         | Short film                                   |
| 1999 | A Fish in the Bathtub                     | Joel                            |                                              |
| 1999 | Ride with the Devil                       | Alf Bowden                      |                                              |
| 2000 | You Can Count On Me                       | Terry Prescott                  |                                              |
| 2000 | Committed                                 | T-Bo                            |                                              |
| 2001 | The Last Castle                           | Yates                           |                                              |
| 2001 | Apartment 12                              | Alex                            |                                              |
| 2002 | XX/XY                                     | Coles                           |                                              |
| 2002 | Windtalkers                               | Private Pappas                  |                                              |
| 2003 | My Life Without Me                        | Lee                             |                                              |
| 2003 | View from the Top                         | Ted Stewart                     |                                              |
| 2003 | In the Cut                                | Detective Giovanni A. Malloy    |                                              |
| 2004 | We Don't Live Here Anymore                | Jack Linden                     | Also executive producer                      |
| 2004 | Eternal Sunshine of the Spotless Mind     | Stan                            |                                              |
| 2004 | 13 Going on 30                            | Matt Flamhaff                   |                                              |
| 2004 | Collateral                                | Ray Fanning                     |                                              |
| 2005 | Just like Heaven                          | David Abbott                    |                                              |
| 2005 | Rumor Has It...                           | Jeff Daly                       |                                              |
| 2006 | All the King's Men                        | Adam Stanton                    |                                              |
| 2007 | Chicago 10                                | Jerry Rubin (voice)             |                                              |
| 2007 | Zodiac                                    | Inspector Dave Toschi           |                                              |
| 2007 | Reservation Road                          | Dwight Arno                     |                                              |
| 2008 | Blindness                                 | Doctor                          |                                              |
| 2008 | What Doesn't Kill You                     | Brian Reilly                    |                                              |
| 2009 | The Brothers Bloom                        | Stephen                         |                                              |
| 2009 | Where the Wild Things Are                 | Adrian                          |                                              |
| 2009 | Sympathy for Delicious                    | Joe                             | Also director and producer                   |
| 2010 | The Kids Are All Right                    | Paul Hatfield                   |                                              |
| 2010 | Shutter Island                            | Chuck Aule / Dr. Lester Sheehan |                                              |
| 2010 | Date Night                                | Brad Sullivan                   |                                              |
| 2011 | Margaret                                  | Gerald Maretti                  |                                              |
| 2012 | The Avengers                              | Bruce Banner / Hulk             | Thay thế Edward Norton                       |
| 2013 | Iron Man 3                                | Bruce Banner / Hulk             | Cameo không được công nhận; cảnh post-credit |
| 2013 | Thanks for Sharing                        | Adam                            |                                              |
| 2013 | Now You See Me                            | Đặc vụ Dylan Rhodes             |                                              |
| 2013 | Begin Again                               | Dan Mulligan                    |                                              |
| 2014 | Infinitely Polar Bear                     | Cam Stuart                      | Also executive producer                      |
| 2014 | Foxcatcher                                | Dave Schultz                    |                                              |
| 2015 | Avengers: Age of Ultron                   | Bruce Banner / Hulk             |                                              |
| 2015 | Spotlight                                 | Michael Rezendes                |                                              |
| 2016 | Now You See Me 2                          | Agent Dylan Rhodes              |                                              |
| 2016 | Team Thor                                 | Bruce Banner                    | Phim ngắn; không liên quan đến MCU           |
| 2017 | Anything                                  | N/A                             | Nhà sản xuất điều hành                       |
| 2017 | Thor: Ragnarok                            | Bruce Banner / Hulk             |                                              |
| 2018 | Avengers: Infinity War                    | Bruce Banner / Hulk             |                                              |
| 2019 | Captain Marvel                            | Bruce Banner / Hulk             | Cameo không được công nhận; cảnh mid-credits |
| 2019 | Avengers: Endgame                         | Bruce Banner / Hulk             |                                              |
| 2019 | Dark Waters                               | Robert Bilott                   | Kiêm nhà sản xuất                            |
| 2021 | Shang-Chi and the Legend of the Ten Rings | Bruce Banner                    | Cameo không được công nhận; cảnh mid-credits |
| 2022 | The Adam Project                          |                                 | Hậu kỳ                                       |
| 2023 | Poor Things                               | Duncan Wedderburn               |                                              |

### Truyền hình
| Năm  | Tiêu đề                     | Vai                               | Ghi chú                                       |
| ---- | --------------------------- | --------------------------------- | --------------------------------------------- |
| 1989 | CBS Summer Playhouse        | Michael Dunne                     | Tập: "American Nuclear"                       |
| 1994 | Due South                   | Vinnie Webber                     | Tập: "A Cop, a Mountie, and a Baby"           |
| 1997 | On the 2nd Day of Christmas | Bert                              | Phim truyền hình                              |
| 1998 | Houdini                     | Theo                              | Phim truyền hình                              |
| 2000 | The Beat                    | Zane Marinelli                    | 8 tập                                         |
| 2011 | Sesame Street               | Chính mình                        | 1 tập                                         |
| 2014 | The Normal Heart            | Alexander "Ned" Weeks             | Phim truyền hình; kiêm nhà sản xuất điều hành |
| 2020 | I Know This Much Is True    | Dominick Birdsey / Thomas Birdsey | 6 tập; kiêm nhà sản xuất điều hành            |
| 2021 | What If...?                 | Bruce Banner / Hulk (lồng tiếng)  | 2 tập                                         |
| 2022 | She-Hulk                    | Bruce Banner / Hulk               | Vai chính; Hậu kỳ                             |